# Sydelle Noel
Sydelle Noel (née le 16 juillet 1985) est une actrice et ancienne athlète américaine, connue pour son rôle de Cherry "Junkchain" Bang dans la série télévisée GLOW.

## Éducation
Noel étudie à l'Université de Géorgie grâce à une bourse d'études sportives,. Sa carrière professionnelle d'athlète dure plusieurs années et prend fin à la suite d'une fracture de stress,.

## Carrière
Noel se tourne vers le mannequinat et déménage en Californie en 2004 avant de devenir actrice.

## Filmographie

### Télévision
| Année     | Titre                            | Rôle                            | Notes                                                   |
| --------- | -------------------------------- | ------------------------------- | ------------------------------------------------------- |
| 2006      | Tout le monde déteste Chris      | Fille avec une boucle d'oreille | Épisode : « Tout le monde déteste les potes »           |
| 2007      | The DL Chronicles                | Autre femme                     | Épisode : « Boo »                                       |
| 2007      | Private Practice                 | Nicole Clemons                  | Épisode : « Les fantasmes d'Addison »                   |
| 2009      | I Didn't Know I Was Pregnant     | Yvonne                          | Épisode : « Bun in the Oven »                           |
| 2009      | Retour à Lincoln Heights         | Officier en uniforme            | Épisode : « Trash »                                     |
| 2011      | Criminal Minds: Suspect Behavior | Claire Vernon                   | Épisode : « Jane »                                      |
| 2011      | Traffic Light                    | Stormy                          | Épisode : « Le Témoin »                                 |
| 2013      | Bones                            | Susan Carroll / Emily Kickinson | Épisode : « Les Derby Dolls »                           |
| 2014      | Extant                           | Adjoint                         | Épisode : « Noirs Desseins »                            |
| 2016      | The Night Shift                  | Georgia                         | Épisode : « Chaleur sur la ville»                       |
| 2017–2019 | GLOW                             | Cerise "Junkchain" Bang         | Rôle principal                                          |
| 2017      | Arrow                            | Samandra Watson                 | Rôle récurrent (7 épisodes)                             |
| 2018      | WWE SmackDown                    | Elle-même                       | Épisode : « The Road to WWE Extreme Rules 2018 Begins » |

### Film
| Année | Titre               | Rôle                     | Notes         |
| ----- | ------------------- | ------------------------ | ------------- |
| 2008  | Le Gospel du bagne  | Hot girl                 | Non crédité   |
| 2008  | Stabbing Abby       | Shawna                   | Court-métrage |
| 2011  | Remember Love       | Caroline                 | Court-métrage |
| 2011  | Mourning News       | Laurie                   | Court-métrage |
| 2012  | GoodSatan           | Eve                      |               |
| 2012  | Spirit of a Denture | Beatrice                 | Court-métrage |
| 2013  | Gus                 | Jules                    |               |
| 2013  | Things Never Said   | Slam de poésie de l'hôte |               |
| 2013  | Douglass U          | Lynette                  |               |
| 2014  | My Sister           | Infirmière Su            |               |
| 2015  | Captive             | Lynn Campbell            |               |
| 2016  | Retake              | Iris                     |               |
| 2017  | Americons           | Monica Jones             |               |
| 2018  | Black Panther       | Xoliswa                  |               |
| 2018  | The Clearing        | À venir                  |               |